# Argia barretti
Argia barretti là một loài chuồn chuồn kim trong họ Coenagrionidae.
Argia barretti được Calvert miêu tả khoa học năm 1902.